# 下船渡村
下船渡村（しもふなとむら）は、かつて新潟県中魚沼郡にあった村。

## 沿革
- 1889年（明治22年）4月1日 - 町村制施行に伴い、旧来の中魚沼郡下船渡村が村制施行して発足。
- 1953年（昭和28年）9月15日 - 東京電力下船渡発電所のトンネル工事現場で落盤が発生。13人が生き埋めとなり、うち12人が死亡[1]。
- 1955年（昭和30年）1月1日 - 中魚沼郡外丸村、上郷村、芦ヶ崎村、秋成村、中深見村と合併し、津南町となり消滅。